# Mik Ezdanitoff
Mik Ezdanitoff est un personnage de fiction des Aventures de Tintin, créé par le dessinateur belge Hergé. Il apparaît dans une seule aventure, Vol 714 pour Sydney, vingt-deuxième album de la série édité chez Casterman en 1968. Ce personnage en contact avec une civilisation extraterrestre, capable de communiquer par télépathie, permet à Tintin et ses amis de s'échapper de l'île de Pulau-Pulau Bompa, en proie à une éruption volcanique. Il est inspiré par Jacques Bergier, écrivain et journaliste scientifique fondateur de la revue Planète.

## Le personnage dansVol 714 pour Sydney
Mik Ezdanitoff est un savant qui travaille à la revue Comète, dans Vol 714 pour Sydney. Cet « initié », pratiquant la télépathie et l'hypnose, est un intermédiaire entre le Terre et des extraterrestres qui visitent l'île de Pulau-Pulau Bompa depuis des millénaires. Alors que Tintin et ses amis sont poursuivis par Rastapopoulos et ses hommes, Mik Ezdanitoff conduit le héros par télépathie jusqu'à l'entrée d'une grotte souterraine où il fait sa rencontre. Après leur avoir révélé ses activités et alors que plusieurs séismes se produisent, annonçant l'imminence d'une éruption volcanique, il précipite l'évacuation des héros à l'aide d'une « soucoupe volante » convoquée par lui-même. Il prend soin d'effacer de leur mémoire tous les événements vécus depuis le détournement de leur avion.

## Sources d'inspiration
Mik Ezdanitoff est ouvertement inspiré de l'écrivain et journaliste Jacques Bergier comme le révèle Hergé lui-même : « J'aime bien dérouter, Ezdanitoff lui aussi est déroutant… Jacques Bergier a été ravi de se voir ainsi croqué dans le rôle de l'initié : il figure maintenant dans une bande dessinée ! L'étonnant Bergier… ». Dans un premier temps, le dessinateur envisage les noms « Jacques Gerbier » ou « Korsakoff ». Fondateur de la revue Planète et coauteur avec Louis Pauwels du Matin des magiciens, grand succès de librairie dès sa parution en 1960, Jacques Bergier se distingue par son ouverture pour tout ce qui relève des savoirs déviants, des thèmes qui suscitent l'intérêt d'Hergé depuis de longues années. Hergé le rencontre personnellement sur le tournage de Tintin et les Oranges bleues, durant lequel Bergier conseille les producteurs. La revue Planète inspire d'ailleurs celle pour laquelle travaille Ezdanitoff, Comète.
Le nom de Mik Ezdanitoff, à consonance slave, est en réalité emprunté au marollien « is dat niet tof ? » qui signifie « n'est-ce pas que c'est chouette ? »,, Hergé se plaisant à inventer des noms propres à partir de ce dialecte bruxellois. Son langage comporte des « r roulés », évoquant un accent russe, qu'Hergé a curieusement tenté de gommer avant la parution en album.

## Analyse
Mik Ezdanitoff est l'un des principaux représentants des phénomènes paranormaux que l'auteur se plaît à intégrer dans les Aventures de Tintin. Vol 714 pour Sydney est l'un des albums de la série où le fantastique occupe une place essentielle. Cependant l'aspect fantastique ne se manifeste que dans la deuxième moitié du récit, avec l'arrivée de Mik Ezdanitoff. Ce dernier pratique l'hypnose par autosuggestion, c'est ainsi qu'il persuade le milliardaire qu'il lui a rendu le chapeau qu'il avait perdu en route, mais il communique également par télépathie avec les personnages de l'aventure comme avec les représentants d'une civilisation extraterrestre qui semblent visiter régulièrement l'île du Pulau-Pulau Bompa. C'est par le biais d'une petite antenne que Mik Ezdanitoff parvient à communiquer avec ces interlocuteurs, comme si Hergé avait voulu « techniciser cette communication entre cerveaux éloignés », de sorte que la télépathie, abordée précédemment dans Tintin au Tibet à travers le message de Tchang révélé à Tintin dans son rêve, joue cette fois un rôle prépondérant.
Par ailleurs, Vanessa Labelle, auteure d'une thèse sur la représentation du paranormal dans les Aventures de Tintin, affirme que le personnage de Mik Ezdanitoff incarne la figure de l'initié tel qu'il est décrit dans les travaux de l'universitaire Simone Vierne. L'initié appartient à une petite communauté d'élus qui, par des rites initiatiques, accède à des connaissances et au secret auxquels les sociétés traditionnelles ne peuvent prétendre. Vanessa Labelle affirme que, pour Hergé, l'initiation n'est pas un simple accès à la connaissance mais également une « transformation ontologique ». De fait, Mik Ezdanitoff maîtrise la télépathie et l'hypnose, des aptitudes surnaturelles qui lui proviennent directement du savoir des extraterrestres. Ces capacités extraordinaires lui permettent de guider le peuple jugé aveugle, de sorte que l'initié, au sens où l'entend Simone Verne, détient également la fonction de guide.

#### Album en couleurs
- Hergé, Vol 714 pour Sydney, Tournai, Casterman, 1968, 64 p. (ISBN 9782203001213).

#### Hergé et son œuvre
- Collectif, Les personnages de Tintin dans l'histoire : Les événements qui ont inspiré l'œuvre d'Hergé, vol. 2, Historia, hors-série / Le Point, juillet 2012, 130 p. (EAN 9782897051044).
- Cyrille Mozgovine (préf. Albert Algoud), De Abdallah à Zorrino : Dictionnaire des noms propres de Tintin, Tournai, Casterman, coll. « Bibliothèque de Moulinsart », 1992, 286 p. (ISBN 2-203-01711-2).
- Collectif, Tintin et les forces obscures, Historia / Le Point, 2013, 130 p. (ISBN 978-2-89705-199-0).